# Die letzten Jahre der Kindheit
Die letzten Jahre der Kindheit ist ein deutscher Spielfilm aus dem Jahre 1979. Der Film entstand nach einer wahren Begebenheit.

## Handlung
Martin Sonntag kam bereits mit sieben Jahren erstmals mit dem Gesetz in Konflikt. Der Automatenraub blieb für Martin ohne Folgen, da er wegen seines kindlichen Alters vor dem Gesetz nicht belangt werden konnte. Seine kriminellen Aktivitäten gehen jedoch weiter. Mit dreizehn Jahren begeht er Diebstähle, wird wieder gefasst und in ein Erziehungsheim eingewiesen. Ein psychologischer Jugendtherapeut kümmert sich um den Jungen und gewinnt sein Zutrauen. Dem Jugendamt ist das Vorgehen des Therapeuten jedoch bei weitem zu aufwendig und es streicht die Mittel dafür. Martin fühlt sich wieder allein gelassen und flieht aus dem Heim. In Freiheit wird er wieder straffällig, wird erneut gefasst. Nun droht das Jugendgefängnis. Der 14-jährige erhängt sich während der Untersuchungshaft in seiner Zelle.

## Kritiken
- Lexikon des internationalen Films: Der preisgekrönte Film ist eine Anklage bürokratischer Strukturen und ein überzeugendes Plädoyer für mehr Verständnis und Hilfsbereitschaft gegenüber jugendlichen Außenseitern.[1]

## Auszeichnungen
Der Film erhielt auf dem Filmfestival von Locarno 1980 eine lobende Erwähnung der Ökumenischen Jury. Im gleichen Jahr wurde der Film mit dem Deutschen Filmpreis in Silber ausgezeichnet. Kameramann Jürgen Jürges erhielt den Deutschen Filmpreis für die beste Kameraführung.
1982 erhielten Norbert Kückelmann und Gerhard Gundel für den Film den Adolf-Grimme-Preis mit Bronze.